# 1955
1955 (MCMLV) a fost un an obișnuit al calendarului gregorian, care a început într-o zi de sâmbătă.

## Evenimente

14 mai: State membre ale Pactului de la Varșovia.

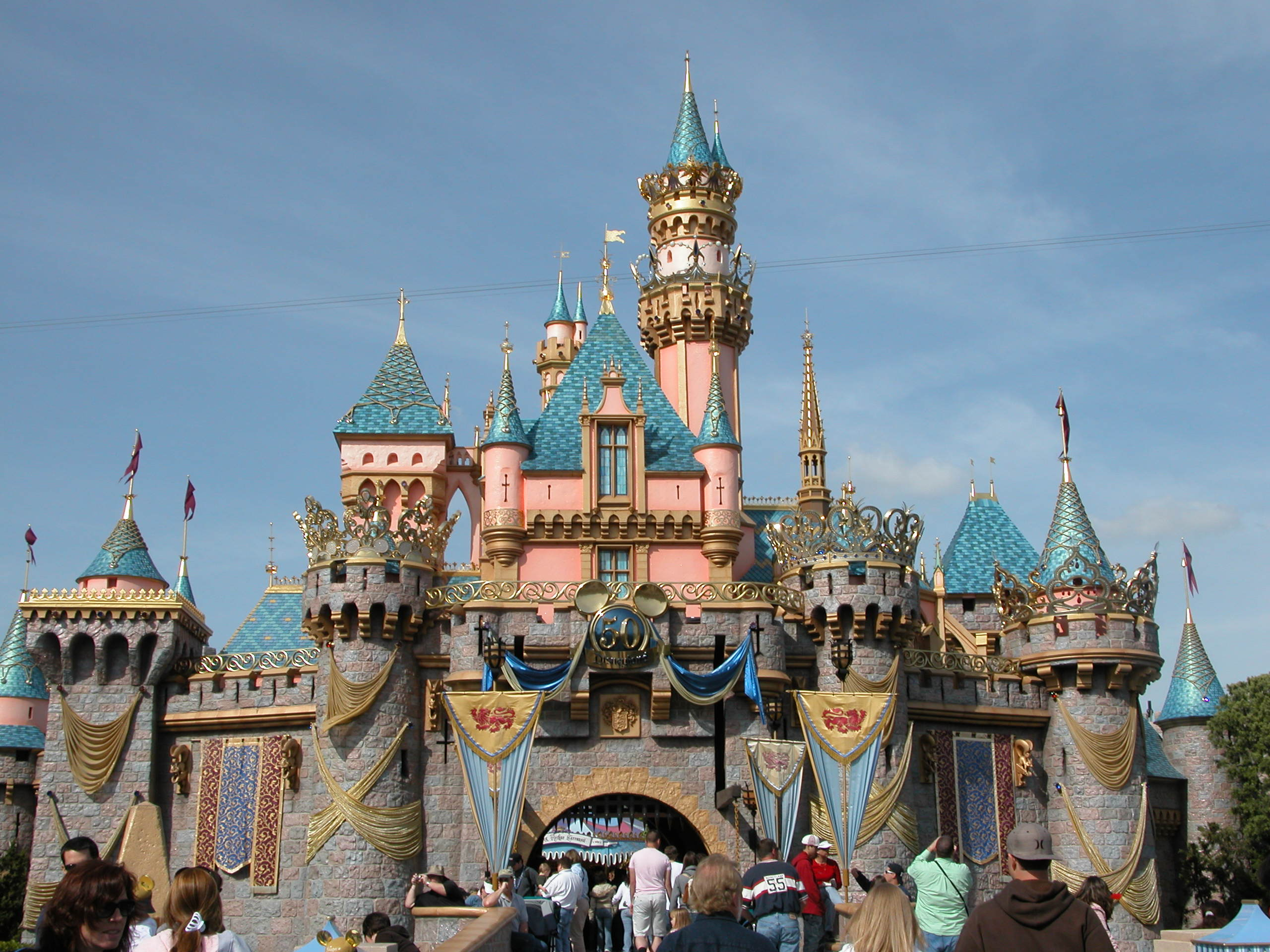
17 iulie: Deschiderea primului parc de distracții din California, Disneyland.

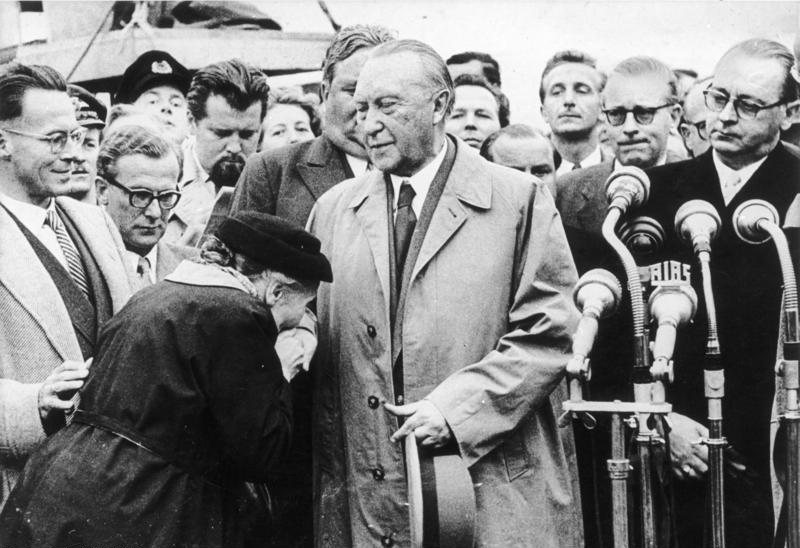
8 septembrie: La Moscova, cancelarul Konrad Adenauer determină eliberarea ultimilor (aproximativ 10.000) prizonieri germani de război. În fotografie, mama unui prizonier de război și Konrad Adenauer după întoarcerea sa de la Moscova.

### Ianuarie
- 28 ianuarie: Congresul Statelor Unite l-a autorizat pe președintele Dwight D. Eisenhower să folosească forța pentru a proteja Taiwanul de Republica Populară Chineză.

### Februarie
- 16 februarie: Se încheie Incidentul de la Berna, când legația Republicii Populare Române de la Berna, Elveția, este ocupată de un grup de emigranți români, care se opuneau regimului comunist.
- 24 februarie: Pactul de la Bagdad între Irak și Turcia.

### Martie
- 2 martie: Claudette Colvin (o fată de cincisprezece ani, afro-americană), refuză să renunțe la scaunul ei dintr-un autobuz din Montgomery, Alabama, pentru o femeie albă, la cererea șoferului. Ea este dată jos din autobuz și este lovită, încătușată și hărțuită pe drumul spre secția de poliție.

### Aprilie
- 5 aprilie: Sir Winston Churchill se retrage din viața politică, la vârsta de 80 de ani, pentru a se dedica scrisului.
- 6 aprilie: Anthony Eden devine prim-ministru al Marii Britanii.
- 12 aprilie: A început să fie comercializat pe piața americană vaccinul împotriva poliomielitei.

### Mai
- 9 mai: Intrarea Germaniei de Vest (RFG) în Organizația Tratatului Alanticului de Nord (NATO).
- 10 mai: La Festivalul de Film de la Cannes se acordă pentru prima oară premiul Palme d'Or (pentru filmul american Marty).
- 14 mai: Semnarea Pactulului de la Varșovia (Tratatul de la Varșovia) între URSS și șapte țări ale Europei de Est (Albania (până în 1968), Bulgaria, Cehoslovacia, Polonia, Republica Populară Română, Republica Democrată Germană și Republica Populară Ungară). Alianța a fost destrâmată pe 3 martie 1991.
- 15 mai: La Palatul Belvedere din Viena se semnează Tratatul de independență a Austriei, care a reînființat Austria ca stat suveran.

### Iunie
- 3 iunie: Tunisiei îi este recunoscută autonomia internă.
- 25 iunie: A fost înființată la București, Bibioteca Centrală de Stat, azi Biblioteca Națională a României.

### Iulie
- 10 iulie: S-a înființat Comitetul pentru Energie Nucleară.
- 10 iulie: URSS: Primul zbor al avionului TU–104, pionier al aviației civile cu reacție.
- 17 iulie: A fost inaugurat parcul de distracții "Disneyland", cu mult fast, în prezența a peste 30.000 de vizitatori veniți de pretutindeni (sudul orașului Los Angeles, Statele Unite).

### August
- 21 august: Se fondează Societatea Română de Televiziune (SRTV) sau mai simplu, Televiziunea Română.
- 25 august: Ultimele trupe sovietice părăsesc Austria.

### Septembrie
- 1 septembrie: A fost înființată Filarmonica de Stat din Cluj.
- 8 septembrie: La Moscova, cancelarul Konrad Adenauer determină eliberarea ultimilor (aproximativ 10.000) prizonieri germani de război.
- 14 septembrie: Germania de Vest încheie un acord cu Uniunea Sovietică prin care se reiau legăturile diplomatice dintre cele două state.
- 19 septembrie: Președintele Argentinei, Juan Peron, este dat jos de la putere în urma unei lovituri de stat militare.
- 20 septembrie: Republica Democrată Germană este declarată de către Uniunea Sovietică "stat suveran".

### Octombrie
- 5 octombrie: Decretul 421, pentru amnistierea unor deținuți politici din Republica Populară Română.
- 26 octombrie: Ngo Dinh Diem proclamă Vietnamul republică, iar pe sine președinte.

### Noiembrie
- 1 noiembrie - 30 aprilie 1975: Războiul din Vietnam. A fost purtat de Republica Democrată Vietnam (Vietnamul de Nord), sprijinită de URSS și China, pe de o parte, și Republica Vietnam (Vietnamul de Sud) sprijinită de SUA. S-a încheiat cu un acord de încetare a luptei, nerespectat însă. La 2 iulie 1976 prin reunificarea Vietnamului de Sud cu Vietnamul de Nord a fost creată Republica Socialistă Vietnam.
- 2 noiembrie: David Ben Gurion redevine prim-ministru al Israelului.

### Decembrie
- 1 decembrie: Într-un autobuz din Montgomery, Alabama, afro-americana Rosa Parks refuză să cedeze locul unei persoane albe. Începe lupta împotriva segregării.
- 14 decembrie: Republica Populară Română devine membră a Organizației Națiunilor Unite (ONU), printr-un val de extindere ce a cuprins alte 15 țări: Albania, Austria, Bulgaria, Cambodgia, Finlanda, Iordania, Irlanda, Italia, Laos, Libia, Nepal, Portugalia, Spania, Sri Lanka și Ungaria.
- 23 - 28 decembrie: După amânări îndelungi, are loc cel de-al II-lea Congres al Partidului Muncitoresc Român, la care au participat delegați reprezentând un număr de 33 de partide comuniste. În Biroul Politic intră trei noi membri: Petre Borilă, Alexandru Drăghici și Nicolae Ceaușescu. Raportul lui Dej a arătat că partidul număra 595.398 membri și candidați.

## Arte, știință, literatură și filozofie
- 23 ianuarie: A avut loc prima audiție, la Paris, a Simfoniei de cameră pentru 12 instrumente de George Enescu.
- 2 mai: Tennessee Williams câștigă premiul Pulitzer pentru Pisica pe acoperișul fierbinte.
- 22 septembrie: Intră în tipografie primul volum al romanului Moromeții scris de Marin Preda; la 29 noiembrie romanul era pregătit pentru tipărire. Tirajul primei ediții a fost de 20.100 exemplare .
- 13 octombrie: Jean Monnet creeză Comitetul pentru Statele Unite ale Europei.
- Raymond Aron publică Opiumul intelectualilor.
- Vladimir Nabokov publică la Paris controversatul roman Lolita.

## Nașteri

### Ianuarie

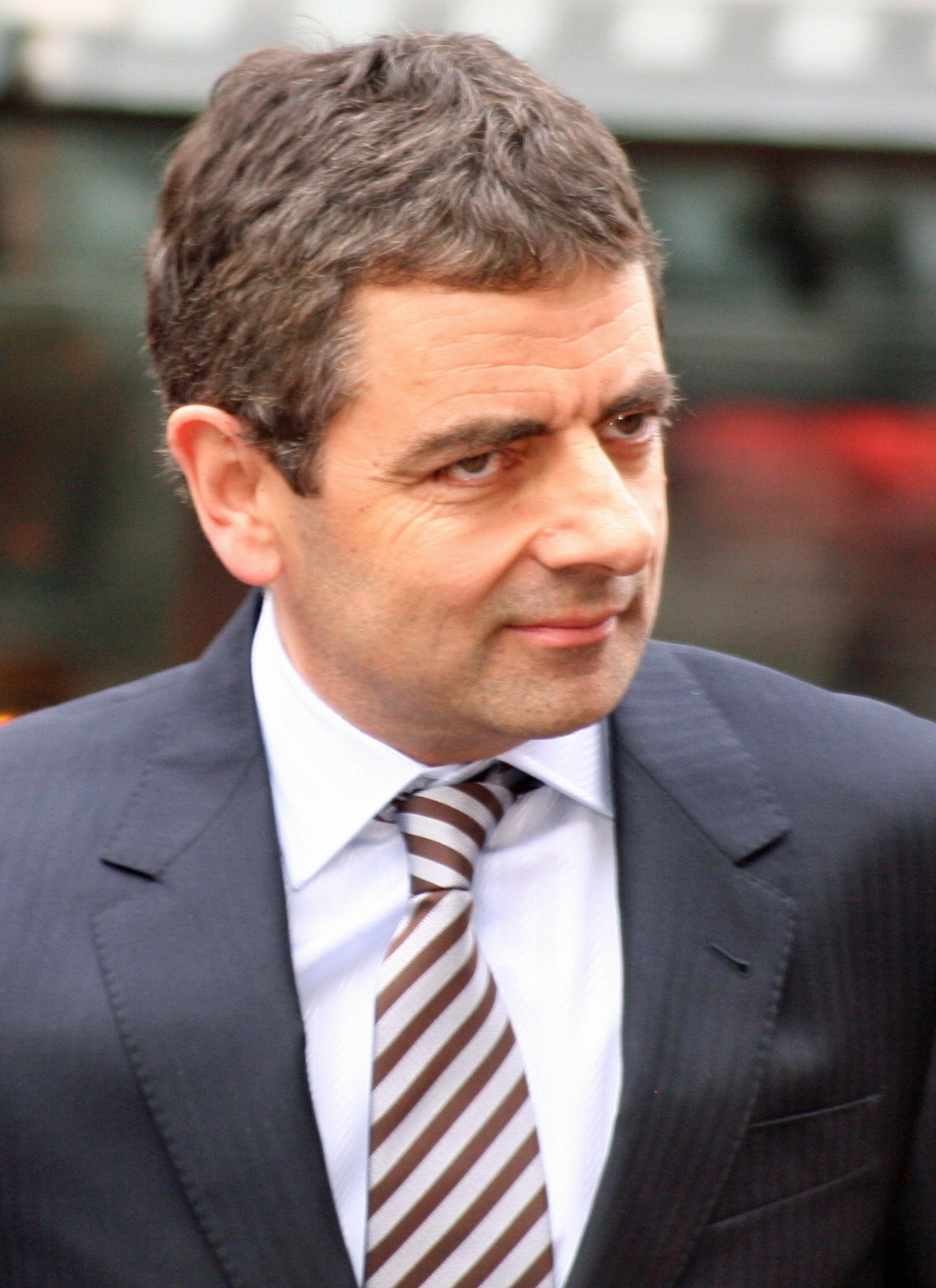
Rowan Atkinson, comediant, actor englez
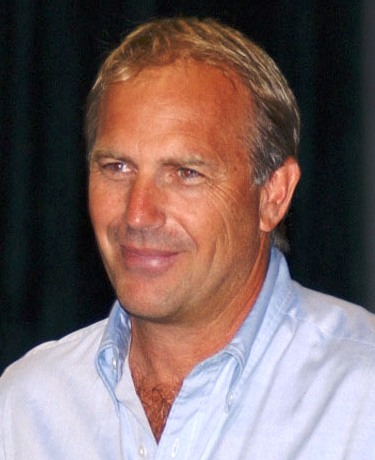
Kevin Costner, actor american
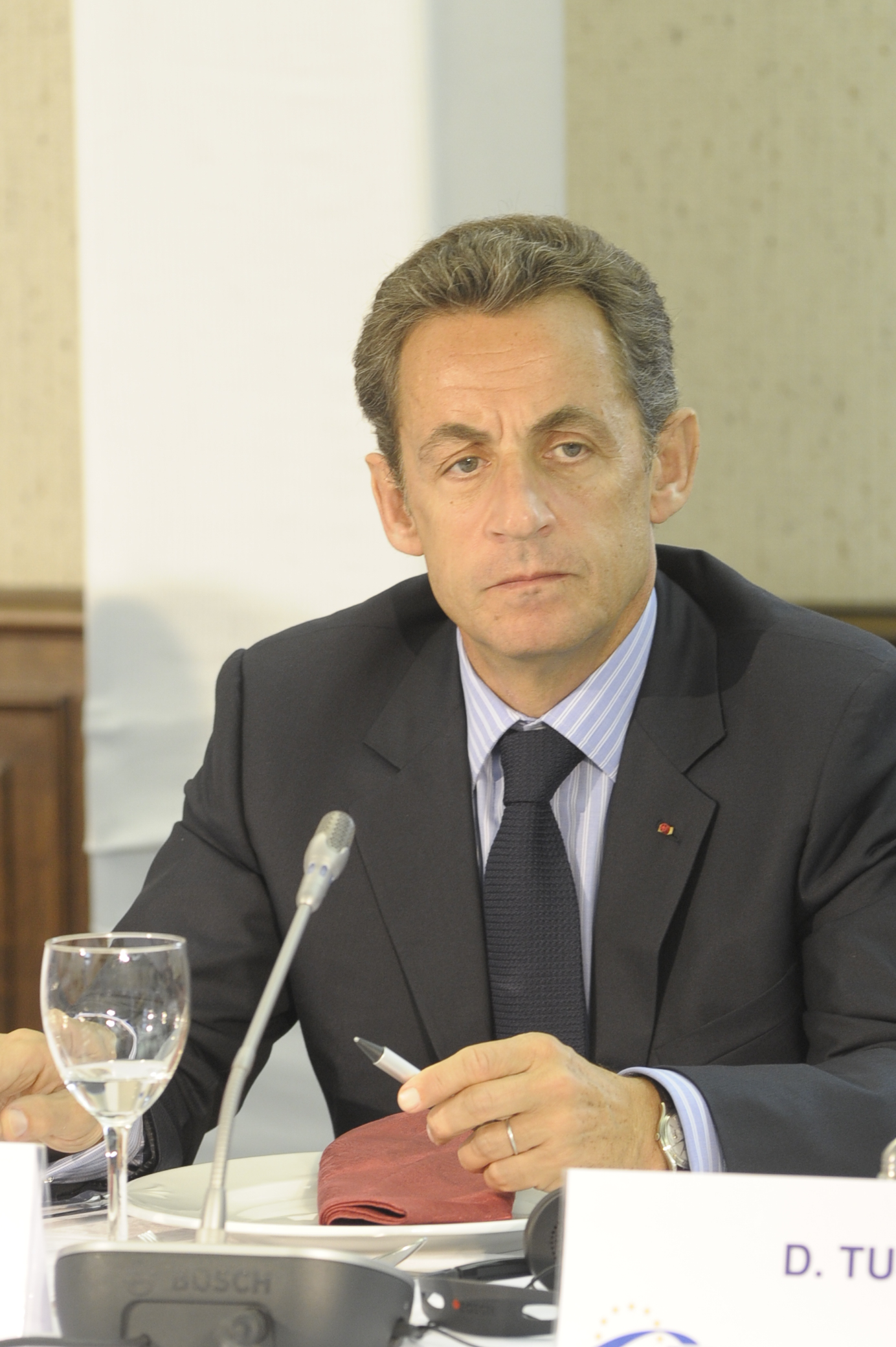
Nicolas Sarkozy, politician francez, președinte al Franței

- 1 ianuarie: Ioan-Aurel Pop, istoric român
- 2 ianuarie: Agathonas Iakovidis, cântăreț grec (d. 2020)
- 5 ianuarie: Ioan Atanasiu Delamare, pictor român (d. 2015)
- 6 ianuarie: Rowan Atkinson, actor englez de comedie
- 8 ianuarie: Maria Martens, politiciană neerlandeză
- 9 ianuarie: Jonathan Kimble Simmons, actor american de film
- 10 ianuarie: Yasmina Khadra (n. Mohammed Moulessehoul), scriitor algerian
- 12 ianuarie: Tom Spencer, politician britanic
- 12 ianuarie: David Thomas, politician britanic
- 13 ianuarie: Huh Jung-Moo, fotbalist (atacant) și antrenor sud-coreean
- 17 ianuarie: Pietro Parolin, cardinal italian
- 18 ianuarie: Kevin Costner, actor american de film
- 19 ianuarie: Luminița Iordache, politiciană română (d. 2020)
- 19 ianuarie: Gheorghe Sârb, politician român
- 21 ianuarie: Jeff Koons, artist american
- 21 ianuarie: Sebastiano Musumeci, politician italian
- 23 ianuarie: Petru Filip, politician român
- 23 ianuarie: Sylvia-Yvonne Kaufmann, politiciană germană
- 23 ianuarie: Raymond Ndong Sima, politician gabonez care a ocupat funcția de prim-ministru al Gabonului
- 27 ianuarie: John Glover Roberts, Jr., șeful Curții Supreme de Justiție a SUA
- 28 ianuarie: Nicolas Sarkozy (n. Nicolas Paul Stéphane Sarközy de Nagy-Bocsa), politician francez, al 23-lea președinte al Franței (2007-2012)
- 30 ianuarie: Mircea Dogaru, istoric român
- 31 ianuarie: Viorel Cataramă, om de afaceri și politician român
- 31 ianuarie: Virginia Ruzici, jucătoare română de tenis, câștigătoare la Roland Garros (1978)

### Februarie
- 1 februarie: Alexandru Lăpușan, politician român, ministru al agriculturii (1992–1996), (d. 2016)
- 2 februarie: Leszek Engelking, scriitor polonez (d.2022)
- 7 februarie: Nicolae Burcea, fotbalist român (d. 2009)
- 8 februarie: Livia Ante, pictoriță și scenografă română
- 8 februarie: John Grisham, romancier american, politician, avocat
- 9 februarie: Domenico Bianchi, pictor italian
- 9 februarie: Anne Robillard, scriitoare canadiană
- 11 februarie: Anneli Jäätteenmäki, politiciană finlandeză
- 12 februarie: Octavian-Liviu Bumbu, politician român
- 13 februarie: Alexandru Dabija, regizor român de teatru
- 13 februarie: Mihai Dragolea, prozator, eseist și critic literar român (d. 2016)
- 14 februarie: Mitsuhisa Taguchi, fotbalist japonez (portar), (d. 2019)
- 15 februarie: Liviu Neculai Marcu, politician român
- 15 februarie: Jose Manuel Sabucedo, psiholog social
- 16 februarie: Steve Roach, compozitor american
- 17 februarie: Mo Yan, scriitor chinez, laureat al Premiului Nobel
- 18 februarie: Constantin Cotimanis, actor român de film
- 19 februarie: Jeff Daniels, actor, muzician și autor dramatic american
- 20 februarie: Stelian Duțu, politician român
- 21 februarie: Alexandru Leșco, politician din R. Moldova
- 21 februarie: Ioan Rus, politician român
- 23 februarie: Maria Iliuț, interpretă română de muzică populară
- 24 februarie: Steven Paul Jobs, om de afaceri american, cofondatorul Apple Inc. (d. 2011)
- 24 februarie: Csaba-Tiberiu Kovacs, politician român
- 24 februarie: Heini Wathén, model finlandeză
- 24 februarie: Alain Prost, pilot auto francez de Formula 1
- 26 februarie: Andreas Maislinger, istoric și politolog austriac
- 26 februarie: Virgil Popescu, muzician român

### Martie
- 1 martie: Denis Mukwege, medic ginecolog și activist congolez
- 5 martie: Georgios Papastamkos, politician grec
- 9 martie: Ornella Muti (n. Francesca Romana Rivelli), actriță italiană
- 9 martie: Józef Pinior, politician polonez
- 10 martie: Mihaela Miroiu, filosoafă română
- 10 martie: Adrian Ordean, compozitor român
- 10 martie: Toshio Suzuki, pilot japonez de Formula 1
- 11 martie: D. J. MacHale (Donald James MacHale), scriitor, scenarist, regizor și producător de film
- 12 martie: Ion Marin, jurnalist român (d. 2016)
- 12 martie: Petre Nicolae, actor român
- 13 martie: Bruno Conti, fotbalist și antrenor italian
- 13 martie: Marek Siwiec, politician polonez
- 14 martie: Marta Petreu, poetă română
- 17 martie: Alexandru Nicolae, fotbalist român
- 17 martie: Gary Sinise (Gary Alan Sinise), actor american
- 18 martie: István Bessenyei, actor maghiar (d. 2018)
- 21 martie: Jair Bolsonaro, politician brazilian
- 21 martie: Dimitrios Papadimoulis, politician grec
- 22 martie: Lena Olin (Lena Maria Jonna Olin), actriță suedeză
- 22 martie: Radu Podgorean, politician român
- 23 martie: Vasile Groapă, halterofil român
- 24 martie: Vasile Vatamanu, politician din R. Moldova (d. 2011)
- 25 martie: Carmen Harra, cântăreață și scriitoare română
- 25 martie: Árpád-Francisc Márton, politician român
- 27 martie: Patrick McCabe, scriitor irlandez
- 27 martie: Mariano Rajoy, politician spaniol
- 28 martie: Florică Murariu, jucător de rugby român (d. 1989)
- 29 martie: Brendan Gleeson, actor irlandez
- 30 martie: Adrian Rădulescu, ministru, om politic român (d. 2021)
- 31 martie: Filip Dimitrov, politician bulgar
- 31 martie: Svetozar Marović, politician muntenegrean

### Aprilie
- 1 aprilie: Matthias Behr, scrimer german
- 1 aprilie: Mircea Dușa, politician român (d. 2022)
- 5 aprilie: Antolín Sánchez, politician spaniol
- 5 aprilie: Takayoshi Yamano, fotbalist japonez
- 6 aprilie: Robert Jezek, actor canadian
- 6 aprilie: Michael Rooker, actor american
- 7 aprilie: Akira Nishino, fotbalist și antrenor japonez
- 8 aprilie: Kazuyoshi Nakamura, fotbalist japonez (atacant)
- 10 aprilie: Vasile Dohotaru, pictor din R. Moldova
- 10 aprilie: Marin Jugravu, politician român
- 12 aprilie: Gheorghe Chivorchian, fotbalist român
- 12 aprilie: Maria Teslaru, actriță română (d. 2019)
- 13 aprilie: Irina Hakamada, politiciană rusă
- 13 aprilie: Safet Sušić, fotbalist bosniac
- 16 aprilie: Henric, Mare Duce de Luxemburg, suveranul statului Luxemburg (din 2000)
- 17 aprilie: Val Butnaru, jurnalist român
- 17 aprilie: Angela Ciochină, compozitoare română (d. 2015)
- 18 aprilie: Adrian Sârbu, om de afaceri român
- 19 aprilie: Gheorghe Duțu, deputat român
- 23 aprilie: Paul McAuley, scriitor britanic
- 24 aprilie: Cristian Sorin Dumitrescu, politician român
- 27 aprilie: Katsuyuki Kawachi, fotbalist japonez
- 28 aprilie: Eddie Jobson, muzician britanic
- 28 aprilie: Ona Juknevičienė, politiciană lituaniană
- 29 aprilie: Horia-Victor Toma, politician român

### Mai

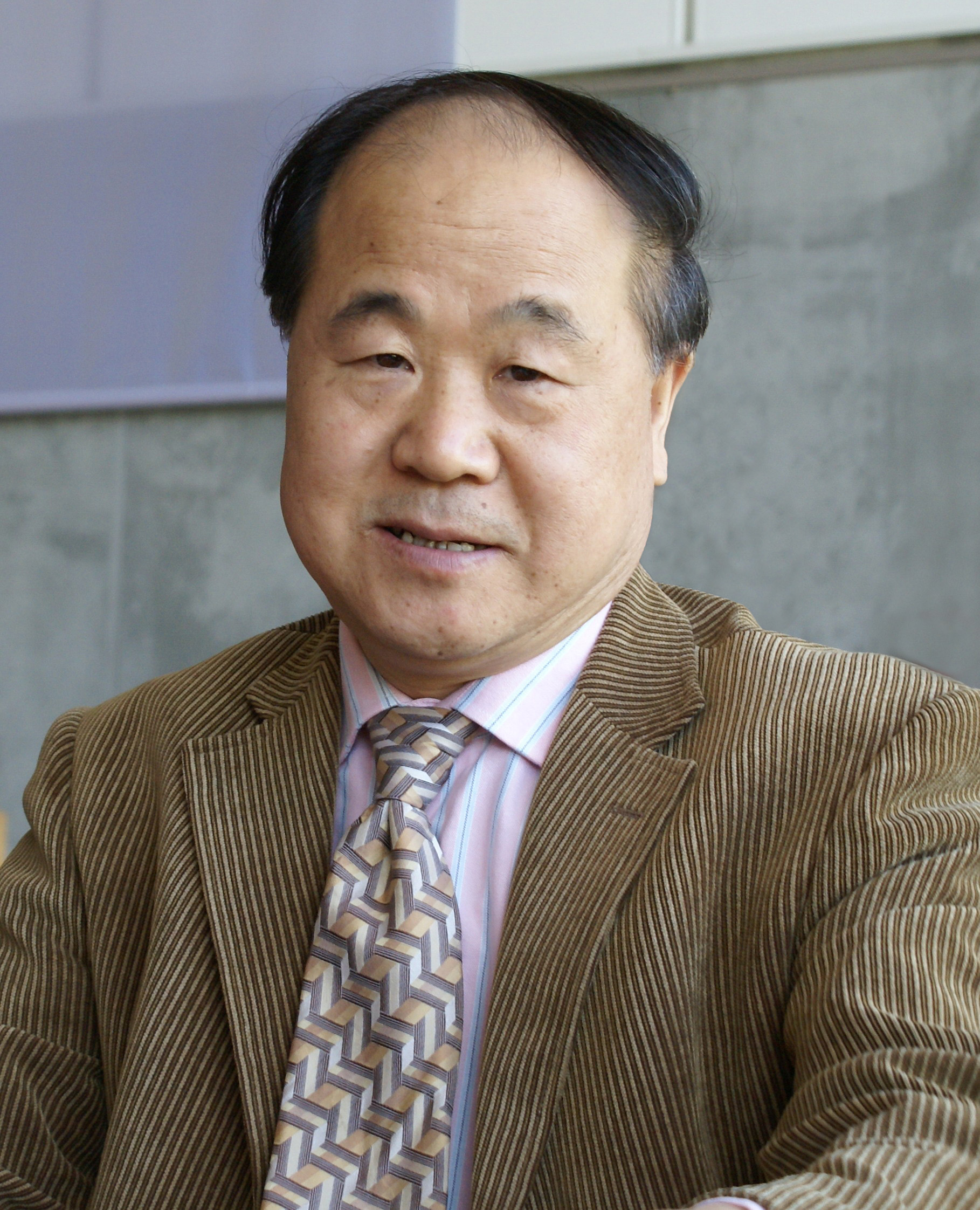
Mo Yan, scriitor chinez, laureat Nobel
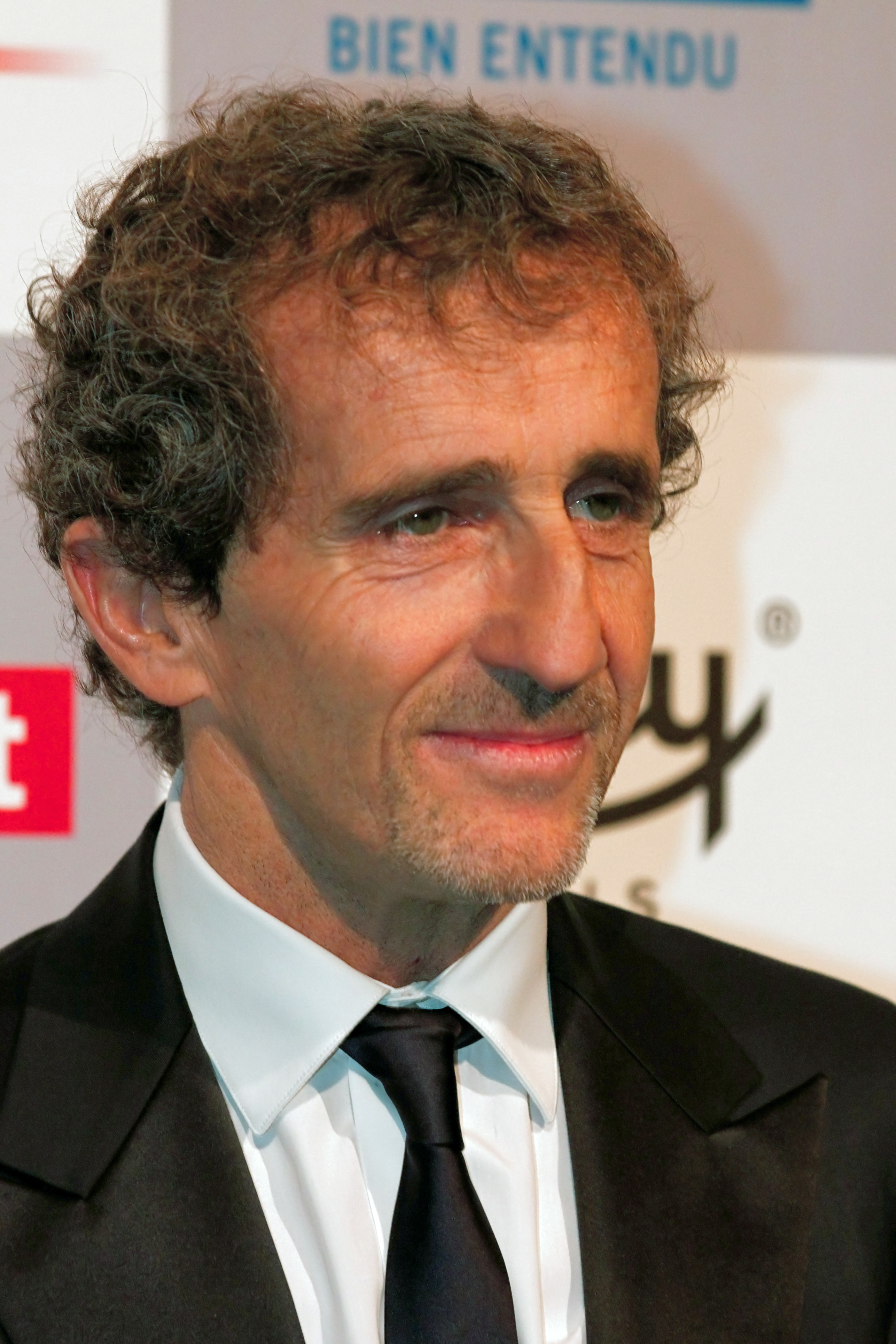
Alain Prost, pilot de Formula 1
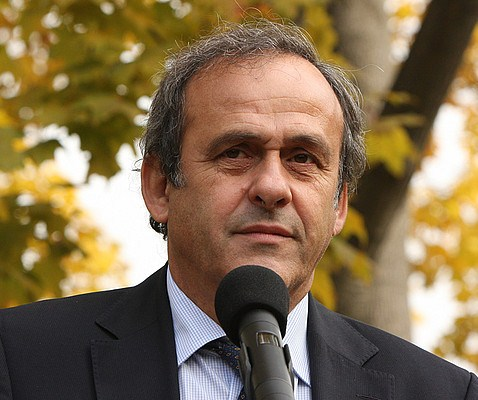
Michel Platini, fotbalist și antrenor francez, președinte al UEFA

- 1 mai: István Erdei-Dolóczki, politician român
- 1 mai: Rodoljub Roki Vulović, cântăreț sârb
- 2 mai: Donatella Versace, designer italian de modă
- 3 mai: Zoltan Crișan, fotbalist român (atacant), (d. 2003)
- 4 mai: Giovanni Procacci, politician italian
- 4 mai: Mihaela Runceanu, solistă română de muzică ușoară (d. 1989)
- 4 mai: Mircea Tiberian, pianist român
- 5 mai: Emil Klein, violoncelist și dirijor român (d. 2004)
- 6 mai: Dorin Vataman, politician român
- 7 mai: Florența Crăciunescu, atletă română, laureată olimpică (d. 2008)
- 8 mai: Andrea Fraunschiel, politiciană austriacă (d. 2019)
- 8 mai: Meles Zenawi, politician etiopian (d. 2012)
- 10 mai: Mark David Chapman, criminal american
- 12 mai: Horia Văsioiu, politician român (d.2011)
- 13 mai: Dinu Manolache, actor român de film și teatru (d. 1998)
- 14 mai: Edith Konradt, scriitoare română
- 14 mai: Wilhelm Molterer, politician austriac
- 14 mai: Nicolae Șerdin, politician român
- 14 mai: Robert Tapert, producător american de film
- 15 mai: Mohamed Brahmi, politician tunisian (d. 2013)
- 16 mai: Olga Korbut, sportivă rusă (gimnastică artistică)
- 16 mai: Richard Phillips, scriitor american
- 20 mai: Dumitru-Anghel Horváth, deputat român (1996-2000)
- 21 mai: Levente Csaba Szekely, politician român
- 22 mai: Petru Kuki, scrimer român
- 23 mai: Nati Meir, politician român de etnie israeliană
- 23 mai: John Stevens, politician britanic
- 26 mai: Paul Stoddart, antreprenor australian
- 28 mai: Nicolae Robu, inginer, profesor universitar și politician român, primar al Timișoarei (2012-2020), rector al Universității „Politehnica”
- 29 mai: Aurel Gubandru, politician român
- 30 mai: Topper Headon (Nicholas Bowen Headon), baterist și compozitor britanic (The Clash)
- 31 mai: José Salafranca Sánchez-Neira, politician spaniol

### Iunie
- 3 iunie: Lucian Gheorghiu, jurnalist român (d. 2016)
- 3 iunie: Ingrid Austlid Rise, artistă norvegiană
- 4 iunie: Paulina Chiziane, scriitoare mozambicană
- 5 iunie: Ioan-Silviu Lefter, politician român
- 6 iunie: Pier Antonio Panzeri, politician italian
- 7 iunie: William Forsythe, actor american
- 8 iunie: José Antonio Camacho (José Antonio Camacho Alfaro), fotbalist și antrenor spaniol
- 8 iunie: Tim Berners-Lee, programator britanic
- 10 iunie: Gheorghe Firczak, politician român de etnie ruteană
- 10 iunie: Annette Schavan, politician german
- 10 iunie: Andrew Stevens, actor american
- 11 iunie: Marie Gruber, actriță germană (d. 2018)
- 14 iunie: Claudia Partole, scriitoare și jurnalistă din Republica Moldova
- 20 iunie: Viorica Ionică, handbalistă română (d.2020)
- 21 iunie: Michel Platini (Michel François Platini), fotbalist și antrenor francez, președinte al UEFA (2007-2015),
- 22 iunie: Teodor Gavrilaș, politician român
- 22 iunie: Bashkim Shehu, scriitor albanez
- 26 iunie: Mohammad Mokhber, politician iranian, președinte interimar al Iranului (19 mai 2024 – 28 iulie 2024)
- 27 iunie: Isabelle Adjani, actriță franceză de film
- 28 iunie: Heribert Weber, fost fotbalist austriac

### Iulie

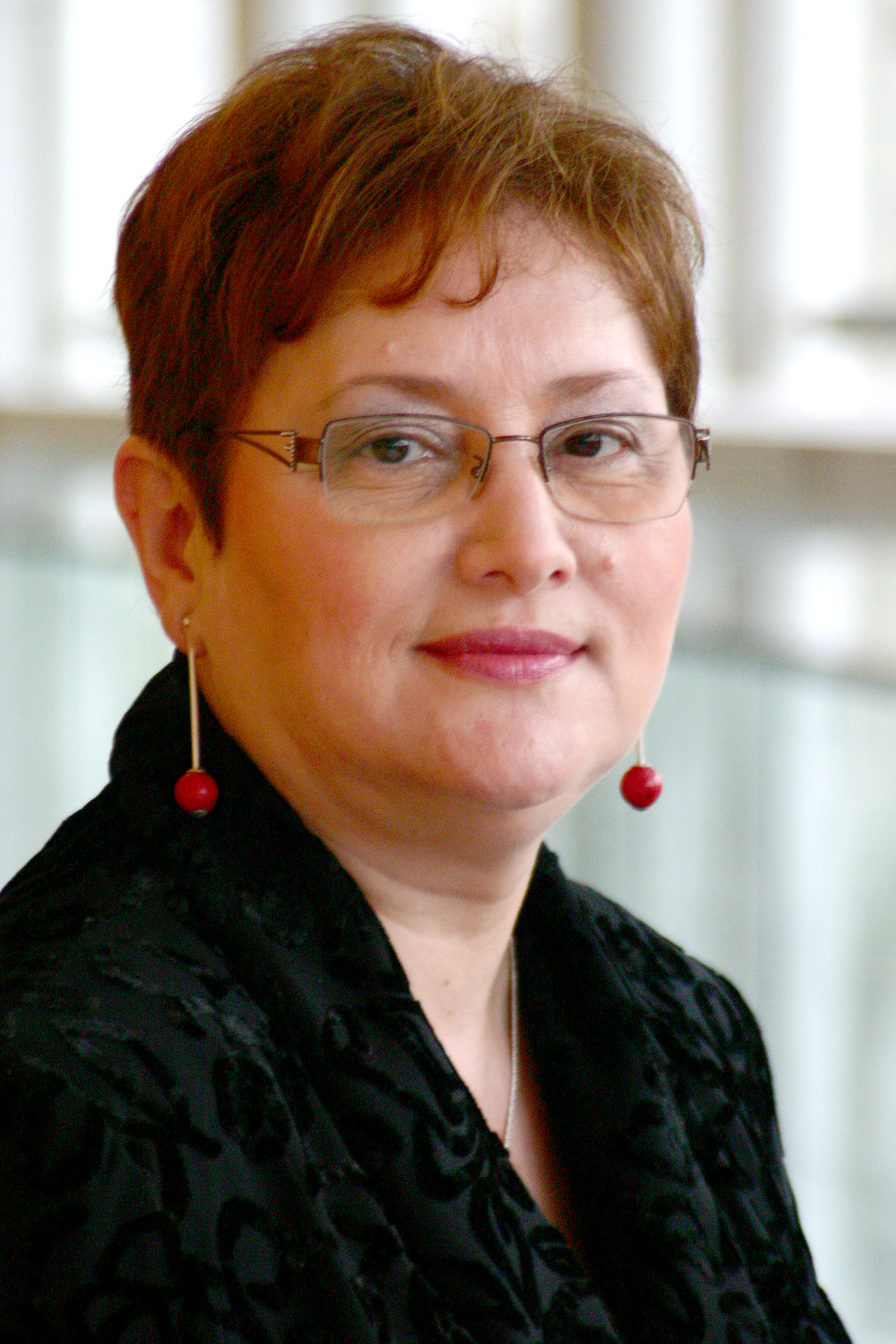
Renate Weber, juristă, politician român
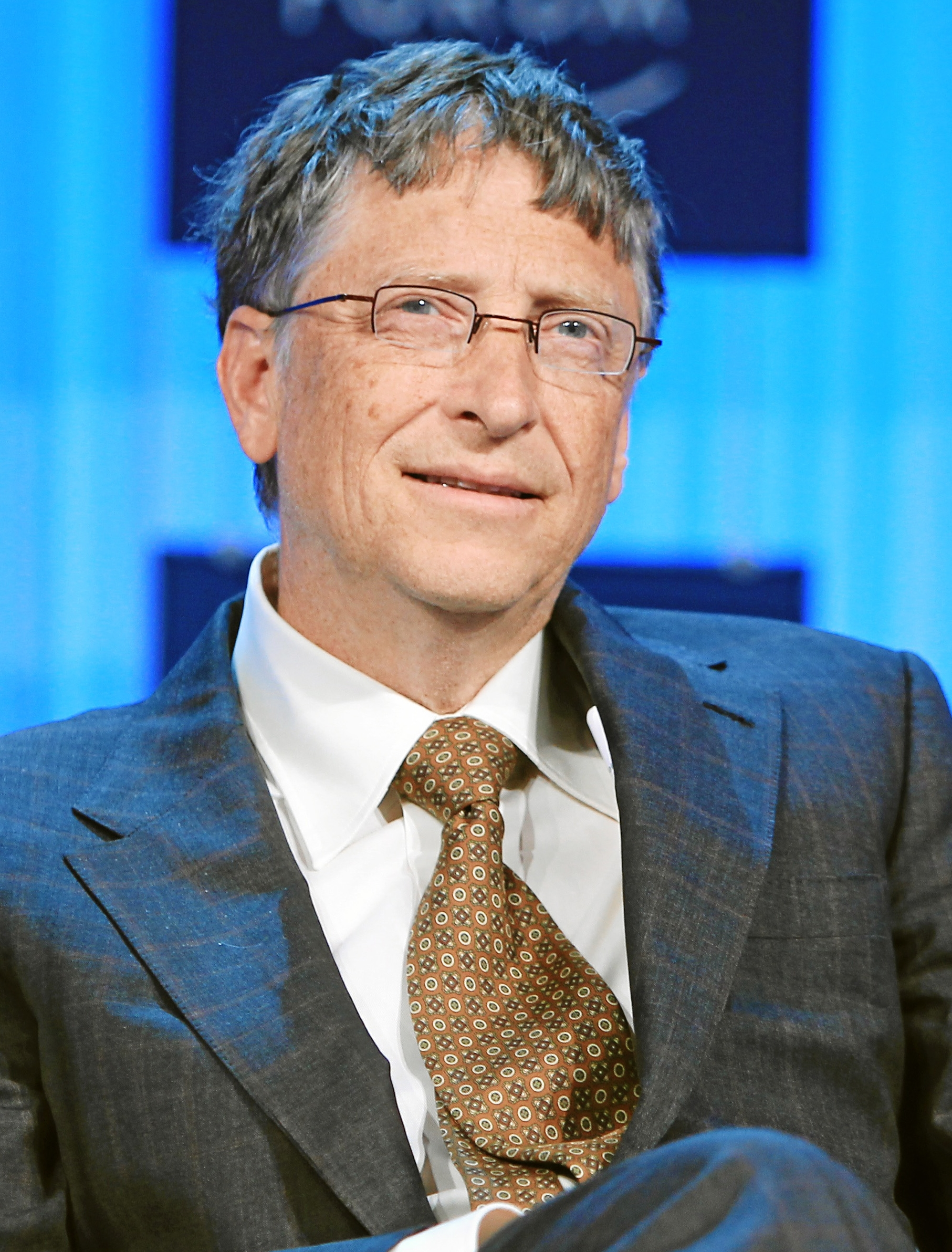
Bill Gates, cofondator al corporației Microsoft
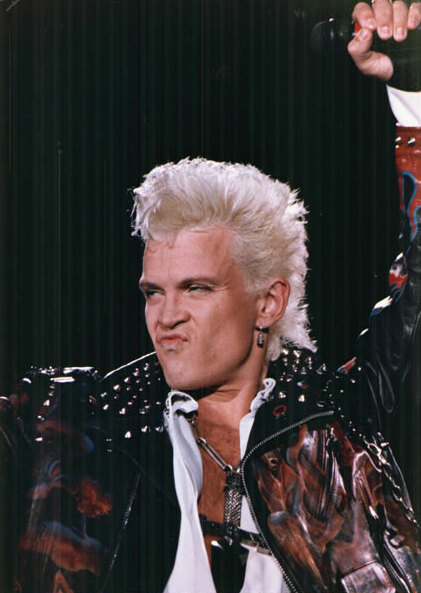
Billy Idol, muzician englez de hard rock

- 1 iulie: Vladimir Petrović, fotbalist și antrenor sârb
- 2 iulie: Vasile Duță, politician român, senator (2000–2004), (d. 2016)
- 3 iulie: Walter Veltroni, politician italian
- 5 iulie: Mia Couto, scriitor mozambican
- 8 iulie: Lena Endre (Lena Endre Hobert), actriță suedeză
- 8 iulie: Mihaela Mitrache, actriță română de film, radio, teatru, TV și voce (d. 2008)
- 9 iulie: Constantin Bălălău, politician român (d. 2010)
- 9 iulie: John Michael Botean, preot american
- 11 iulie: Mariana Buruiană, actriță română de film, radio, teatru, TV și voce
- 11 iulie: Maria Dragomiroiu, interpretă română de muzică populară
- 12 iulie: Leonardo Domenici, politician italian
- 15 iulie: Cornelia Cazacu, politiciană română
- 15 iulie: Fiona Hall, politiciană britanică
- 19 iulie: David Bowe, politician britanic
- 21 iulie: Marcelo Bielsa (Marcelo Alberto Bielsa Caldera), fotbalist argentinian
- 21 iulie: Dan Chișu, actor român
- 21 iulie: Véronique Tadjo, scriitoare ivoriană
- 22 iulie: Willem Dafoe (William James Dafoe), actor american de film
- 23 iulie: Constantin Rotaru, politician român
- 24 iulie: Mihai-Apostol Enăchescu, politician român
- 25 iulie: Egidio Miragoli, episcop romano-catolic al Diecezei de Mondovì (Italia)
- 27 iulie: Bobby Rondinelli, muzician american
- 28 iulie: Vasile Andrei, sportiv român (lupte libere și greco-romane)
- 29 iulie: Cornelia Pavlovici, actriță română

### August
- 1 august: Ioan Popa, jurnalist român
- 2 august: Marius Mihălăchioiu, politician român
- 2 august: Eugen Nicolăescu, politician român
- 3 august: Renate Weber, juristă, politiciană română
- 5 august: Dumitru Giurescu, politician român
- 5 august: Sorin Constantin Stragea, politician român
- 11 august: Diana Turconi-Bubenek, jurnalistă română
- 12 august: Dumitru Buzatu, politician român
- 12 august: Iurie Colesnic, politician din R. Moldova
- 13 august: Ion Stan, politician român (d.2018)
- 15 august: Ion Dumitru, politician român
- 16 august: Mihai Furtună, politician din R. Moldova
- 16 august: Jeff Perry, actor american
- 16 august: Søren Bo Søndergaard, politician danez
- 17 august: Isabelle Caullery, politiciană franceză
- 18 august: Edgard Leblanc Fils, om de stat haitian, președinte al Consiliului prezidențial de tranziție (30 aprilie - 7 octombrie 2024)
- 20 august: Viorica Marcu, politiciană română
- 20 august: Nicolae Tăbăcaru, politician din R. Moldova
- 22 august: Vasile Poenaru, poet și editor român
- 26 august: Emil Hurezeanu, poet, eseist și jurnalist român
- 28 august: Nicolae Păsărică, sportiv (oină) român (d. 2016)
- 30 august: Alexander de Roo, politician neerlandez
- 31 august: Filip Adwent (Filip Stanisław Adwent), medic polonez (d. 2005)

### Septembrie
- 2 septembrie: Florența Mihai, jucătoare română de tenis (d. 2015)
- 3 septembrie: Scarlat Iriza, politician român (d.2023)
- 5 septembrie: Antonio De Blasio, politician maghiar
- 6 septembrie: Costică Macaleți, politician român
- 6 septembrie: Călina Pandele Yttredal, scriitoare norvegiană
- 7 septembrie: Mira Furlan, actriță și cântăreață croată (d. 2021)
- 7 septembrie: Dumitru Șerban, politician român
- 10 septembrie: Pat Mastelotto, muzician american
- 11 septembrie: Ion Mihai Dumitrescu, politician român
- 14 septembrie: Pak Thae-song, politician nord-coreean, vicepreședinte al Partidului Muncitorilor din Coreea, președintele Adunării Supreme a Poporului (2019 - 2023), prim-ministru
- 15 septembrie: Ovidiu-Tiberiu Mușetescu, politician român (d. 2009)
- 16 septembrie: Dănuț Culețu, economist român
- 16 septembrie: Aurel Plasari, lector, cercetător, scriitor, traducător și profesor albanez
- 20 septembrie: Christine Oddy, politiciană britanică (d. 2014)
- 21 septembrie: Ducu Bertzi, cantautor și folkist român
- 21 septembrie: François Cluzet, actor francez
- 21 septembrie: Israel Katz, politician israelian, ministrul de finanțe al Israelului
- 23 septembrie: David Hammerstein Mintz, politician spaniol
- 24 septembrie: Fritz Springmeier, scriitor american
- 25 septembrie: Karl-Heinz Rummenigge, fotbalist german (atacant)

### Octombrie
- 1 octombrie: Ion Stratan, scriitor român (d. 2005)
- 4 octombrie: Luis Herrero-Tejedor Algar, politician spaniol
- 4 octombrie: Aurică Popescu, politician român
- 4 octombrie: Jorge Valdano (Jorge Alberto Francisco Valdano Castellanos), fotbalist argentinian (atacant)
- 5 octombrie: Viorica Cherecheș, politiciană română
- 5 octombrie: Aurora Dan, scrimeră româncă
- 10 octombrie: Mohammad Sabah Al-Salem Al-Sabah, politician, economist și diplomat, prim-ministru al Kuweitului (2024)
- 11 octombrie: Ionel Augustin, fotbalist (atacant) și antremor român
- 12 octombrie: Vera Osoianu, scriitoare din R. Moldova
- 14 octombrie: Ion Giurescu, politician român
- 14 octombrie: Carole Tongue, politiciană britanică
- 15 octombrie: Tanya Roberts, actriță, model și producătoare americană (d. 2021)
- 17 octombrie: Cornel Itu, politician român
- 18 octombrie: Paul Ichim, politician român
- 18 octombrie: Victor Țvircun, politician din R. Moldova
- 20 octombrie: Thomas Newman, compozitor american
- 22 octombrie: Patrick Louis, politician francez
- 22 octombrie: Doru Pruteanu, politician român (d. 2006)
- 22 octombrie: Glicherie Stanciu, politician român
- 23 octombrie: Romeo Nanu, politician român
- 24 octombrie: Minodora Cliveti, politician român
- 26 octombrie: Bernd Drogan, ciclist german
- 26 octombrie: Nicolae Furdui Iancu (n. Nicolae Furdui), interpret român de muzică populară
- 28 octombrie: Bill Gates (n. William Henry Gates III), cofondator al corporației Microsoft
- 28 octombrie: Véronique Mathieu, politiciană franceză
- 29 octombrie: Tudor Deliu, politician din R. Moldova (d.2023)
- 30 octombrie: Toma Simionov, canoist român
- 31 octombrie: Mihail Pop, economist din R. Moldova

### Noiembrie
- 1 noiembrie: Gabriel Cotabiță, interpret român de muzică ușoară și pop-rock (d.2024)
- 2 noiembrie: Koji Tanaka, fotbalist japonez
- 4 noiembrie: Matti Vanhanen, politician finlandez
- 5 noiembrie: Kris Jenner, personalitate americană de televiziune
- 6 noiembrie: Erich Karkoschka, astronom american
- 6 noiembrie: Paul Romer, economist american
- 8 noiembrie: Dumitru Toma, jurnalist român
- 10 noiembrie: Roland Emmerich, regizor de film și scenarist german
- 12 noiembrie: Sorin Cîrțu, fotbalist român (atacant)
- 13 noiembrie: Mihai Doru Oprișcan, politician român
- 13 noiembrie: Cristian Rădulescu, politician român
- 13 noiembrie: Ivan Banari, politician din R. Moldova
- 13 noiembrie: Whoopi Goldberg (n. Caryn Elaine Johnson), actriță americană, comediantă și cântăreață
- 14 noiembrie: Anatol Dumitraș, cântăreț de muzică ușoară din R. Moldova (d. 2016)
- 14 noiembrie: Bernd Lange, politician german
- 15 noiembrie: Ildikó Enyedi, regizor de film maghiar, scenarist
- 15 noiembrie: N. Lee Wood (Nancy Lee Wood), scriitoare americană
- 16 noiembrie: Marie-Hélène Aubert, politiciană franceză
- 16 noiembrie: Héctor Cúper, fotbalist argentinian
- 20 noiembrie: Toshio Matsuura, fotbalist japonez (atacant)
- 23 noiembrie: Sorin Ovidiu Vântu, om de afaceri român
- 24 noiembrie: Valeriu Cosarciuc, politician din R. Moldova
- 24 noiembrie: Najib Mikati, politician și om de afaceri libanez, prim-ministru al Libanului (2005, 2011–2014, 2021-2025)
- 26 noiembrie: Tracy Hickman, scriitor american
- 26 noiembrie: Jelko Kacin, politician sloven
- 26 noiembrie: Oldřich Vlasák, politician ceh (d.2024)
- 27 noiembrie: Leonid Bujor, politician din R. Moldova (d. 2021)
- 27 noiembrie: Petre Grosu, fotbalist român (atacant)
- 27 noiembrie: Constantin Niță, politician român
- 28 noiembrie: Neculai Vasilcă, handbalist român
- 29 noiembrie: Franco Trevisi, actor italian
- 30 noiembrie: Billy Idol (n. William Michael Albert Broad), muzician, cântăreț, compozitor și actor englez

### Decembrie
- 2 decembrie: Neagu Mihai, politician român
- 3 decembrie: Iosif Csaba Pal, episcop de Timișoara
- 4 decembrie: Philip Hammond, politician britanic
- 4 decembrie: Cassandra Wilson, muziciană americană
- 5 decembrie: Dumitru Găleșanu, scriitor, poet-filosof, ilustrator și jurist român
- 7 decembrie: Vasile Pavel, politician român
- 8 decembrie: Deborra-Lee Furness, actriță australiană
- 9 decembrie: David Dabydeen, scriitor guyanez
- 9 decembrie: Aurel Gabriel Simionescu, politician român
- 10 decembrie: Reinhold Mitterlehner, politician austriac
- 11 decembrie: Constantin Petrea, politician român
- 11 decembrie: Constantin Petrea, politician român
- 16 decembrie: Lorenz al Belgiei, Arhiduce de Austria-Este, membru al familiei regale belgiene, șeful Casei de Austria-Este (din 1996)
- 16 decembrie: Epifanie-Tiberiu Maerean, politician român
- 18 decembrie: Mihail Olteanu, politician român
- 20 decembrie: Martin Schulz, politician german
- 21 decembrie: Gheorghe Pogea, politician român
- 25 decembrie: Valentin Dinescu, politician român (d. 2008)
- 26 decembrie: Dawood Ibrahim, mafiot indian
- 28 decembrie: Magda Cârneci, poetă română
- 29 decembrie: Marian Petre Miluț, inginer român
- 29 decembrie: Pavel Složil, jucător ceh de tenis
- 30 decembrie: Kim Hae-sook, actriță sud-coreeană

## Decese

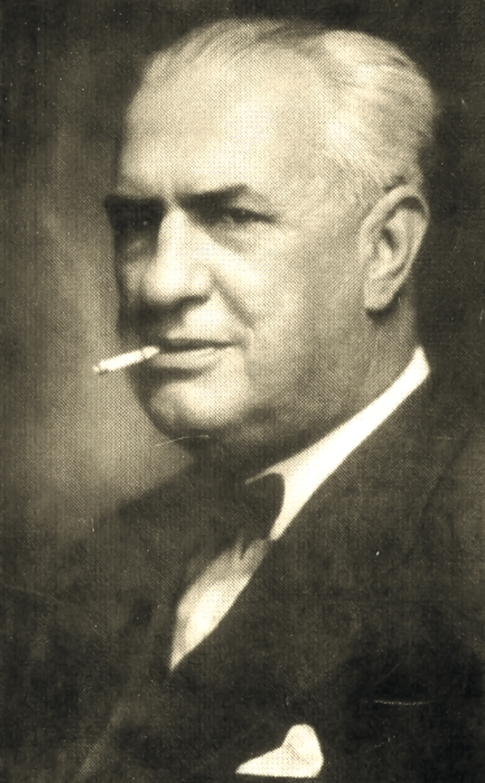
Constantin Argetoianu, politician român, prim-ministru al României
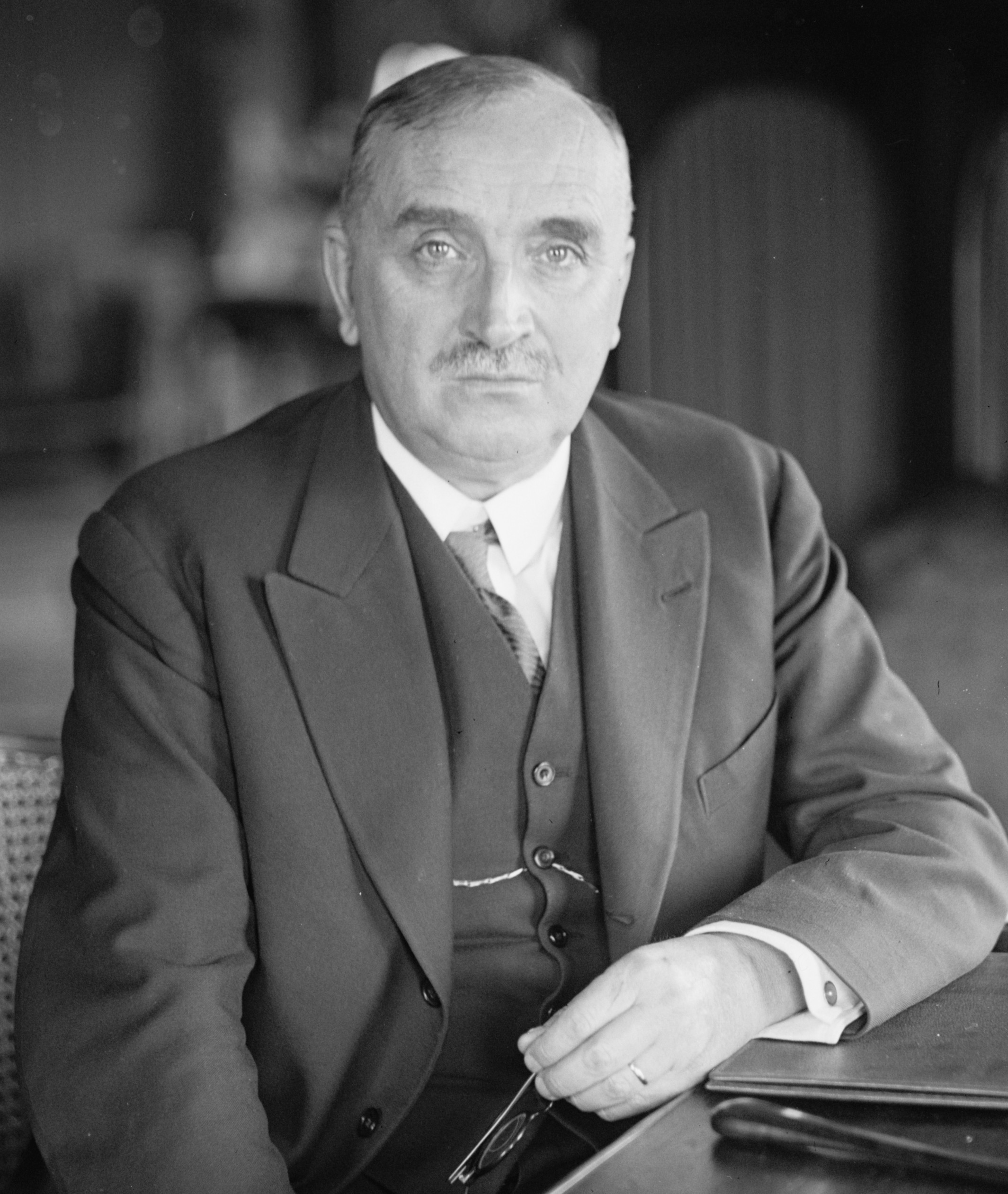
Paul Claudel, dramaturg, poet francez
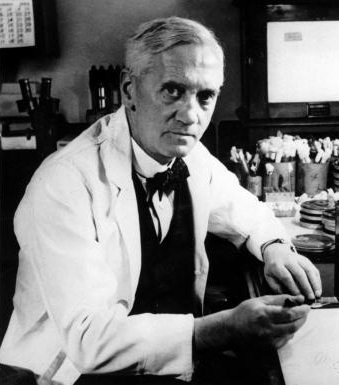
Alexander Fleming, om de știință scoțian, laureat Nobel

- 11 ianuarie: Prințesa Elisabeta a Greciei și Danemarcei, 50 ani (n. 1904)
- 15 ianuarie: Tit Liviu Chinezu, 50 ani, episcop român unit (n. 1904)
- 25 ianuarie: Ica Lenkeffy (n. Ilona Kaukál), 58 ani, actriță maghiară (n. 1896)
- 31 ianuarie: Mihail Lozinski, 63 ani, scriitor rus (n. 1886)
- 31 ianuarie: John Mott (John Raleigh Mott), 89 ani, diplomat american (n. 1865)
- 6 februarie: Constantin Argetoianu, 83 ani, politician român, prim-ministru al României (1939), (n. 1871)
- 23 februarie: Paul Claudel, 86 ani, dramaturg, poet francez (n. 1868)
- 28 februarie: Prințul Gabriel Constantinovici al Rusiei, 67 ani (n. 1887)
- 5 martie: Hortensia Papadat-Bengescu, 78 ani, scriitoare română (n. 1876)
- 5 martie: Antanas Merkys, 68 ani, politician lituanian (n. 1887)
- 6 martie: Mammad Emin Rasulzade, 71 ani, politician azer (n. 1884)
- 8 martie: Prințesa Clémentine a Belgiei (n. Clémentine Albertine Marie Léopoldine), 82 ani, soția lui Napoléon Victor Bonaparte (n. 1872)
- 9 martie: Dimitrie Negru, 71 ani, medic român (n. 1883)
- 11 martie: Sir Alexander Fleming, 73 ani, om de știință scoțian, laureat al Premiului Nobel (1945), (n. 1881)
- 14 martie: Jenő Fuchs, 72 ani, scrimer maghiar (n. 1882)
- 22 martie: Ernst al II-lea, Duce de Saxa-Altenburg (n. Ernst II Bernhard Georg Johann Karl Frederick Peter Albert), 83 ani (n. 1871)
- 22 martie: Ivan Șubașici (Ivan Šubašić), 62 ani, politician croat (n. 1892)
- 8 aprilie: Enrica von Handel-Mazzetti, 84 ani, scriitoare austriacă (n. 1871)
- 10 aprilie: Pierre Teilhard de Chardin, 73 ani, geolog, paleontolog, fizician, antropolog și teolog francez (n. 1881)
- 10 aprilie: Oskar Lindberg, 68 ani, compozitor suedez (n. 1877)
- 11 aprilie: Clifton Sprague (Clifton Albert Frederick Sprague), 59 ani, ofițer american (n. 1896)
- 18 aprilie: Albert Einstein, 76 ani, fizician american originar din Germania, laureat al Premiului Nobel (1921), (n. 1879)
- 25 aprilie: José Moreno Villa, 68 ani, poet spaniol (n. 1887)
- 2 mai: Margareta Clementina de Austria (n. Margarethe Klementine Maria), 84 ani, prințesă de Thurn și Taxis (n. 1870)
- 4 mai: George Enescu, 73 ani, compozitor român (n. 1881)
- 29 mai: Aristide Caradja, 93 ani, entomolog român (n. 1861)
- 13 iunie: Stanley Price, 62 ani, actor american (n. 1892)
- 29 iunie: Max Pechstein, 73 ani, artist german (n. 1881)

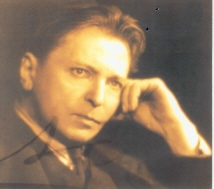
George Enescu, compozitor român
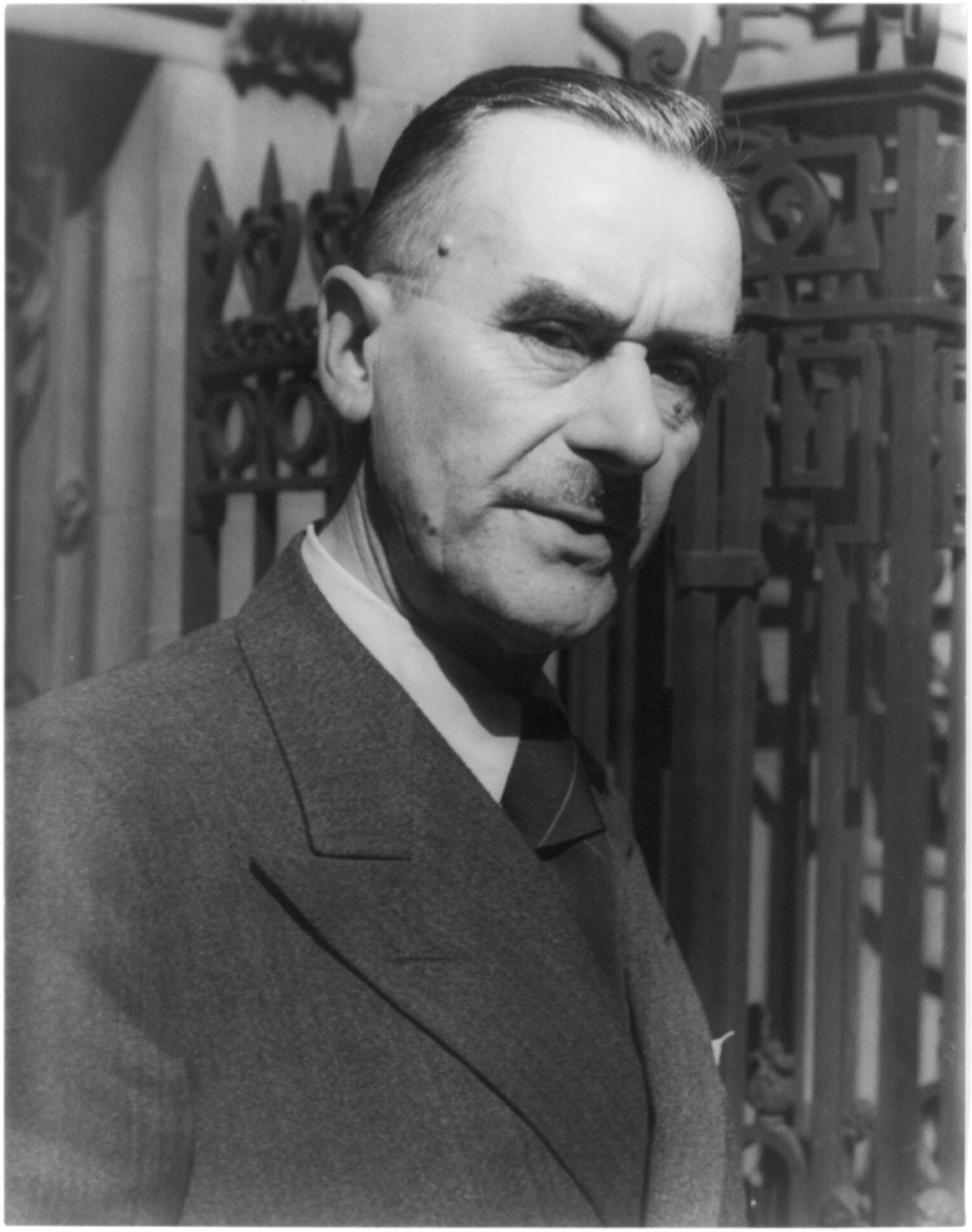
Thomas Mann, scriitor german, laureat Nobel
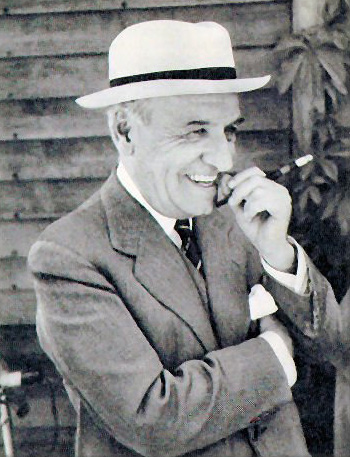
José Ortega y Gasset, scriitor, filosof spaniol

- 2 august: Rupert, Prinț Moștenitor al Bavariei, 86 ani (n. 1869)
- 2 august: Wallace Stevens, 75 ani, poet american (n. 1879)
- 12 august: Lynne Carver, 38 ani, actriță americană (n. 1916)
- 12 august: Thomas Mann (n. Paul Thomas Mann), 80 ani, scriitor german, laureat al Premiului Nobel (1929), (n. 1875)
- 12 august: James B. Sumner (James Batcheller Sumner), 67 ani, chimist american laureat al Premiului Nobel (1946), (n. 1887)
- 17 august: Fernand Léger (Jules Fernand Henri Lége), 74 ani, pictor francez (n. 1881)
- 24 august: Lothar Rădăceanu (n. Lothar Wuertzel), 56 ani, poet și politician român (n. 1895)
- 27 august: Joachim Wach (Joachim Ernst Adolphe Felix Wach), 57 ani, sociolog german (n. 1898)
- 3 septembrie: Ducesa Elisabeta Alexandrine de Mecklenburg-Schwerin, 86 ani, mare ducesă consort de Oldenburg (n. 1869)
- 8 septembrie: Ștefan Vencov, 55 ani, fizician român (n. 1899)
- 16 septembrie: Gustav von Bergmann, 76 ani, medic internist german (n. 1878)
- 20 septembrie: Robert Riskin, 58 ani, scriitor american (n. 1897)
- 30 septembrie: Mihail Cehov, 64 ani, actor, regizor și scriitor rus (n. 1891)
- 30 septembrie: James Dean (James Byron Dean), 24 ani, actor american de film (n. 1931)
- 17 octombrie: Demetrios Maximos, 82 ani, politician grec (n. 1873)
- 18 octombrie: José Ortega y Gasset, 72 ani, scriitor, filosof spaniol (n. 1883)
- 19 octombrie: Eugène Joseph Delporte, 73 ani, astronom belgian (n. 1882)
- 25 octombrie: Sadako Sasaki, 12 ani, supraviețuitoare a bombardamentului atomic de la Hiroshima și artistă de origami japoneză (n. 1943)
- 30 octombrie: Dimitrie Gusti, 75 ani, etician, filosof și sociolog român (n. 1880)
- 31 octombrie: Albert Dauzat, lingvist francez (n. 1877)
- 5 noiembrie: Maurice Utrillo, 71 ani, pictor francez (n. 1883)
- 12 noiembrie: Tin Ujević (Augustin Ujević), 64 ani, poet croat (n. 1891)
- 13 noiembrie: Romulus Cioflec, 73 ani, activist și scriitor român (n. 1882)
- 25 noiembrie: Arthur Tansley, 84 ani, botanist britanic (n. 1871)
- 14 decembrie: Alexandru Proca, 57 ani, fizician român, a elaborat teoria mezonică a forțelor nucleare și ecuațiile ce îi poartă numele, ecuațiile Proca (n. 1897)
- 25 decembrie: Alexandre-Marie Desrousseaux, 94 ani, politician francez (n. 1861)

## Premii Nobel
- Fizică: Willis Eugene Lamb, Polykarp Kusch (SUA)
- Chimie: Vincent du Vigneaud (SUA)
- Medicină: Hugo Theorell (Suedia)
- Literatură: Halldór Kiljan Laxness (Islanda)
- Pace: Premiul în bani a fost alocat Fondului Special aferent acestei categorii